# Грушине (Лубенський район)
Гру́шине — село в Україні, у Хорольській міській громаді Лубенського району Полтавської області. Населення становить 428 осіб. До 2020 орган місцевого самоврядування — Грушинська сільська рада.

## Географія
Село Грушине знаходиться на відстані 0,5 км від села Кулиничі, за 1 км від села Бубереве та за 2 км — село Широке.

## Історія
З 1917 — у складі УНР, з 1918 — у складі Української Держави Гетьмана Павла Скоропадського. З 1921 — режим комуністів. Під час організованого радянською владою Голодомору 1932—1933 років померло щонайменше 215 жителів села.
12 червня 2020 року, відповідно до розпорядження Кабінету Міністрів України № 721-р «Про визначення адміністративних центрів та затвердження територій територіальних громад Полтавської області», село увійшло до складу Хорольської міської громади..
19 липня 2020 року, в результаті адміністративно - територіальної реформи та ліквідації Хорольського району, село увійшло до складу новоутвореного Лубенського району.

## Економіка
- Молочно-товарна ферма.